# Paige O'Hara
Donna Paige O'Hara (nascida Donna Paige Helmintoller; Fort Lauderdale, 10 de maio de 1956) é uma atriz, cantora e pintora. O'Hara começou sua carreira como atriz da Broadway em 1983, quando ela interpretou Ellie Pode Chipley no musical Showboat. Em 1991, ela fez sua estréia no cinema com Beauty and the Beast, da Disney, no qual ela dublou a heroína do filme, Bela. Seguindo o sucesso comercial e de crítica de Beauty and the Beast, O'Hara reprisou seu papel como Bela nas duas sequências diretamente em vídeo: Beauty and the Beast: The Enchanted Christmas e Beauty and the Beast: Belle's Magical World.

## Primeiros anos
Donna Paige Helmintoller nasceu em Fort Lauderdale, Flórida, e participou da Nova Escola em Davie, Florida e Escola de Artes Parkway, também na Flórida. Ela se apresentava em shows com o Fort Lauderdale Teatro infantil.
O'Hara começou atuando aos quatro anos de idade, a frequentar aulas de teatro em sua casa, no estado da Flórida. não foi até que ela tinha 12 anos de idade que desenvolveu interesse em cantar e se matriculou em um colegial de artes cênicas. O'Hara cita atriz e cantora Judy Garland como um de seus ídolos.

## Carreira

### Teatro
O'Hara fez sua primeira aparição no palco da Broadway como Ellie Pode Chipley no renascimento de Showboat em 1983, estrelado por Donald O'Connor. Ela repetiu o papel para a produção da Houston Grand Opera de 1989, e continuou com eles, quando o show foi transferido para o Cairo, no Egito. Continuando seu legado como Ellie, ela também cantou na gravação do musical indicada ao Grammy 1989, com Jerry Hadley, Frederica von Stade e Teresa Stratas, conduzida por João McGlinn do selo Angel EMI. Seus outros créditos em musicais americanos no papel principal incluem The Mystery of Edwin Drood (a Broadway e a turnê nacional) e Ado Annie, em uma turnê nacional de Oklahoma , dirigida por William Hammerstein.
Internacionalmente, O'Hara tem desempenhado o papel de Nellie Forbush noSouth Pacific (Austrália).
Em abril de 2011, O'Hara, desempenhou o papel de Judy Garland em "From Gumm to Garland: JUDY, The Musical" no Tempe Center for the Arts, em Tempe, Arizona.

### Transição para o cinema eBeauty and the Beast
Um fã de longa data da Walt Disney Pictures, O'Hara fez o teste para Beauty and the Beast com 30 anos de idade depois de ler sobre o filme no New York Times.
O'Hara também estrelou como Vênus na  transmissão gravada ao vivo da BBC, de Kurt Weill, "Um Toque de Vênus" e em homenagem a sua personagem Bela, ela retratou Angela, uma personagem fictícia de soap opera, para a Disney em 2007, para o seu filme Encantada.
Por seu trabalho como Bela, O'Hara foi homenageada com uma Disney Legend em 19 de agosto de 2011.
Em 2011, O'Hara foi substituído por Julie Nathanson como a voz de Bela devido a sua mudança de voz significativamente ao longo de vinte anos. Apesar disso, ela ainda pinta Bela para a Disney Fine Art e também continua a fazer aparições promocionais para Disney. Em 2016, O'Hara apareceu em inúmeros sessão especiais de  Beauty and the Beast em homenagem ao aniversário de 25 anos do filme.